# Нападение на ночной клуб в Стамбуле
Нападение на ночной клуб «Reina» в районе Ортакёй (в Бешикташ) Стамбула произошло 1 января 2017 года примерно в 01:15.
Согласно заявлению министра внутренних дел Сулеймана Сойлу погибло не менее 39 человек, ещё 69 были ранены. Губернатор Стамбула Васип Шахин заявил, что нападение является терактом.

## Нападение
Террорист открыл огонь в ночном клубе «Reina» вскоре после полуночи. Сообщается, что он использовал автомат АК и вначале убил полицейского у ворот клуба.
В момент нападения в ночном клубе находились 700—800 человек, они праздновали Новый год. Несколько человек спрыгнули в Босфор, чтобы избежать нападения.

## Следствие
Ответственность за теракт взяла на себя террористическая организация «Исламское государство». Личность подозреваемого была установлена как Абдулкадир Машарипов, по прозвищу Абу Мухаммед Хорасан (род 2 августа 1988 года), уроженец Узбекистана.
Сообщается о задержании 8, затем 12 человек по этому делу. 17 января 2017 года был задержан Машарипов, который ранее скрывался в районе Эсеньюрт.
7 сентября 2020 года исполнитель теракта был приговорён к 40 пожизненным заключениям.

## Жертвы
| Страна            | Убито | Ранено     | Источник             |
| ----------------- | ----- | ---------- | -------------------- |
| Турция            | 12    | Неизвестно | [ 15 ]               |
| Саудовская Аравия | 7     | 9          | [ 16 ] [ 17 ]        |
| Ирак              | 3     | 0          | [ 16 ]               |
| Ливан             | 3     | 7          | [ 17 ] [ 18 ]        |
| Иордания          | 2     | 4          | [ 19 ]               |
| Марокко           | 2     | 4          | [ 17 ] [ 20 ]        |
| Индия             | 2     | 0          | [ 21 ]               |
| Тунис             | 2     | 0          | [ 22 ]               |
| Ливия             | 2     | 3          | [ 23 ]               |
| Израиль           | 1     | 1          | [ 24 ] [ 25 ] [ 26 ] |
| Канада            | 1     | 0          | [ 16 ]               |
| Бельгия           | 1     | 0          | [ 27 ]               |
| Сирия             | 1     | 0          | [ 16 ]               |
| Кувейт            | 1     | 5          | [ 28 ] [ 29 ]        |
| Россия            | 1     | 0          | [ 30 ]               |
| Франция           | 0     | 3          | [ 31 ]               |
| Азербайджан       | 0     | 2          | [ 32 ]               |
| Болгария          | 0     | 1          | [ 33 ]               |
| Неизвестно        | 0     | 30         | [ 15 ]               |
| Всего             | 39    | 69         | [ 15 ]               |